# Amr Marei
Amr Marei (in arabo عمرو مرعي‎?; Mansura, 1º aprile 1992) è un calciatore egiziano, attaccante dell'Al-Mokawloon.

## Carriera

### Club
Muove i suoi primi passi nelle giovanili del Wadi Degla, che nel 2012 lo aggrega alla prima squadra. Nel 2017 viene tesserato dall'Étoile du Sahel, nel campionato tunisino. Il 3 dicembre 2018 il Pyramids ne comunica l'ingaggio a partire da gennaio. Non trovando spazio in rosa, il 16 agosto 2019 passa in prestito al Misr Lel Makasa. Il 18 ottobre 2020 passa in prestito all'El Gaish. Il 10 settembre 2021 firma un triennale con l'Al-Masry. Il 26 gennaio 2023 rescinde il proprio contratto, accordandosi a parametro zero con l'ENPPI.

### Nazionale
Esordisce in nazionale il 7 marzo 2013 contro il Qatar in amichevole, subentrando al 72' al posto di Tarek Hamed. Il 23 ottobre 2017 viene selezionato dal CT Héctor Cúper in vista dell'incontro contro il Ghana valido per le qualificazioni ai Mondiali 2018, tornando in nazionale a distanza di quattro anni.

## Statistiche

### Presenze e reti nei club
Statistiche aggiornate al 30 dicembre 2023.
| Stagione               | Squadra                | Campionato             | Campionato | Campionato | Coppe nazionali | Coppe nazionali | Coppe nazionali | Coppe continentali | Coppe continentali | Coppe continentali | Altre coppe | Altre coppe | Altre coppe | Totale | Totale |
| Stagione               | Squadra                | Comp                   | Pres       | Reti       | Comp            | Pres            | Reti            | Comp               | Pres               | Reti               | Comp        | Pres        | Reti        | Pres   | Reti   |
| ---------------------- | ---------------------- | ---------------------- | ---------- | ---------- | --------------- | --------------- | --------------- | ------------------ | ------------------ | ------------------ | ----------- | ----------- | ----------- | ------ | ------ |
| 2012-2013              | Wadi Degla             | PL                     | 15         | 3          | CE              | 0               | 0               | -                  | -                  | -                  | -           | -           | -           | 15     | 3      |
| 2013-2014              | Wadi Degla             | PL                     | 8          | 0          | CE              | 2               | 0               | CC                 | 2                  | 0                  | -           | -           | -           | 12     | 0      |
| 2014-2015              | Wadi Degla             | PL                     | 17         | 2          | CE              | 1               | 0               | -                  | -                  | -                  | -           | -           | -           | 18     | 2      |
| Totale Wadi Degla      | Totale Wadi Degla      | Totale Wadi Degla      | 40         | 5          |                 | 3               | 0               |                    | 2                  | 0                  |             | -           | -           | 45     | 5      |
| 2015-2016              | El Dakhleya            | PL                     | 27         | 9          | CE              | 1               | 0               | -                  | -                  | -                  | -           | -           | -           | 28     | 9      |
| 2016-2017              | ENPPI                  | PL                     | 30         | 10         | CE              | 3               | 2               | -                  | -                  | -                  | -           | -           | -           | 33     | 12     |
| 2017-2018              | Étoile du Sahel        | L1                     | 22         | 3          | CT              | 2               | 0               | CCL+CCL            | 4+9                | 2+2                | -           | -           | -           | 37     | 7      |
| 2018-gen. 2019         | Étoile du Sahel        | L1                     | 6          | 3          | CT              | 0               | 0               | CC                 | 1                  | 0                  | -           | -           | -           | 7      | 3      |
| Totale Étoile du Sahel | Totale Étoile du Sahel | Totale Étoile du Sahel | 28         | 6          |                 | 2               | 0               |                    | 14                 | 4                  |             | -           | -           | 44     | 10     |
| gen.-giu. 2019         | Pyramids               | PL                     | 0          | 0          | CE              | 0               | 0               | -                  | -                  | -                  | -           | -           | -           | 0      | 0      |
| 2019-2020              | Misr Lel Makasa        | PL                     | 24         | 6          | CE              | 2               | 1               | -                  | -                  | -                  | -           | -           | -           | 26     | 7      |
| 2020-2021              | El Gaish               | PL                     | 23         | 2          | CE              | 4               | 1               | -                  | -                  | -                  | -           | -           | -           | 27     | 3      |
| 2021-2022              | Al-Masry               | PL                     | 29         | 4          | CE              | 2               | 0               | CC                 | 7                  | 1                  | -           | -           | -           | 38     | 5      |
| 2022-gen. 2023         | Al-Masry               | PL                     | 2          | 0          | CE              | 0               | 0               | -                  | -                  | -                  | -           | -           | -           | 2      | 0      |
| Totale Al-Masry        | Totale Al-Masry        | Totale Al-Masry        | 31         | 4          |                 | 2               | 0               |                    | 7                  | 1                  |             | -           | -           | 40     | 5      |
| gen.-giu. 2023         | ENPPI                  | PL                     | 3          | 0          | CE              | 0               | 0               | -                  | -                  | -                  | -           | -           | -           | 3      | 0      |
| Totale ENPPI           | Totale ENPPI           | Totale ENPPI           | 33         | 10         |                 | 3               | 2               |                    | -                  | -                  |             | -           | -           | 36     | 12     |
| 2023-2024              | Al-Mokawloon           | PL                     | 7          | 0          | CE              | 0               | 0               | -                  | -                  | -                  | -           | -           | -           | 7      | 0      |
| Totale carriera        | Totale carriera        | Totale carriera        | 213        | 42         |                 | 17              | 4               |                    | 23                 | 5                  |             | -           | -           | 253    | 51     |

### Cronologia presenze e reti in nazionale
| Cronologia completa delle presenze e delle reti in nazionale ― Egitto | Cronologia completa delle presenze e delle reti in nazionale ― Egitto | Cronologia completa delle presenze e delle reti in nazionale ― Egitto | Cronologia completa delle presenze e delle reti in nazionale ― Egitto | Cronologia completa delle presenze e delle reti in nazionale ― Egitto | Cronologia completa delle presenze e delle reti in nazionale ― Egitto | Cronologia completa delle presenze e delle reti in nazionale ― Egitto | Cronologia completa delle presenze e delle reti in nazionale ― Egitto |
| Data                                                                  | Città                                                                 | In casa                                                               | Risultato                                                             | Ospiti                                                                | Competizione                                                          | Reti                                                                  | Note                                                                  |
| --------------------------------------------------------------------- | --------------------------------------------------------------------- | --------------------------------------------------------------------- | --------------------------------------------------------------------- | --------------------------------------------------------------------- | --------------------------------------------------------------------- | --------------------------------------------------------------------- | --------------------------------------------------------------------- |
| 7-3-2013                                                              | Al Rayyan                                                             | Qatar                                                                 | 3 – 1                                                                 | Egitto                                                                | Amichevole                                                            | -                                                                     | 72’                                                                   |
| 12-11-2017                                                            | Cape Coast                                                            | Ghana                                                                 | 1 – 1                                                                 | Egitto                                                                | Qual. Mondiali 2018                                                   | -                                                                     | 76’                                                                   |
| Totale                                                                |                                                                       | Presenze                                                              | 2                                                                     |                                                                       | Reti                                                                  | 0                                                                     |                                                                       |